# Justicia monachinoi
Justicia monachinoi är en akantusväxtart som beskrevs av D.C. Wasshausen. Justicia monachinoi ingår i släktet Justicia och familjen akantusväxter. Inga underarter finns listade i Catalogue of Life.